# Dea Mirella
Dea Mirella, właśc. Ade Suzie Mirella (ur. 25 marca 1975 w Ujungpandang) – indonezyjska piosenkarka, była członkini grupy wokalnej Warna.
W 1994 r. wygrała konkurs telewizyjny Cipta Pesona Bintang na antenie RCTI. Kluczowym momentem dla jej zawodowej kariery muzycznej było dołączenie do grupy Warna. Wraz z tą formacją nagrała dwa albumy: Dalam Hati Saja (1998) i Cinta (2000). W 2003 r. podjęła decyzję o opuszczeniu zespołu ze względów rodzinnych.
Na swoim koncie ma albumy solowe: Sedang Kurasa (1996), Ku Kan Pergi (1997), Menanti (2000), Satu (2001).
Studiowała zarządzanie transportem lotniczym na Uniwersytecie Trisakti oraz komunikację masową na uczelni Universitas Prof Dr Moestopo (Beragama).